# Kazimierz Janicki (polityk)
Kazimierz Janicki (ur. 9 lutego 1932 w Kole, zm. 1 kwietnia 1987) – polski inżynier i polityk, poseł na Sejm PRL IX kadencji.

## Życiorys
W 1961 uzyskał tytuł zawodowy inżyniera mechanika na Wydziale Mechanicznym Wieczorowej Szkoły Inżynierskiej w Radomiu, a w 1974 magistra inżyniera organizatora produkcji w Politechnice Wrocławskiej. Od 1952 pracował w Zakładach Metalowych w Skarżysku Kamiennej kolejno jako robotnik, mistrz, inżynier-konstruktor i kierownik wydziału obróbki mechanicznej. Od 1959 zatrudniony jako kierownik zakładu w Kombinacie Paliwowo-Energetycznym „Turów”. Od 1965 był dyrektorem Zakładu Produkcyjno-Montażowego Maszyn Górnictwa Odkrywkowego „Famago” w Zgorzelcu.
W 1962 wstąpił do Polskiej Zjednoczonej Partii Robotniczej, pełnił funkcję członka egzekutywy komitetu wojewódzkiego partii w Jeleniej Górze. W 1985 uzyskał mandat posła na Sejm PRL IX kadencji w okręgu Jelenia Góra, zasiadał w Komisji Górnictwa i Energetyki. Zmarł w trakcie kadencji.
Pochowany na cmentarzu komunalnym w Zgorzelcu.

## Odznaczenia i wyróżnienia a
Posiadał m.in. następujące odznaczenia:
- Krzyż Komandorski Orderu Odrodzenia Polski
- Krzyż Kawalerski Orderu Odrodzenia Polski
- Srebrny Krzyż Zasługi
- Generalny Dyrektor Górniczy II stopnia